# Браг Сити (Мисури)
Браг Сити (енгл. Bragg City) град је у америчкој савезној држави Мисури.

## Демографија
По попису из 2010. године број становника је 149, што је 40 (-21,2%) становника мање него 2000. године.
| Група             | 2000.       | 2010.       |
| Белци             | 167 (88,4%) | 130 (87,2%) |
| Афроамериканци    | 10 (5,3%)   | 6 (4,0%)    |
| Азијати           | 0 (0,0%)    | 5 (3,4%)    |
| Хиспаноамериканци | 7 (3,7%)    | 1 (0,7%)    |
| Укупно            | 189         | 149         |